# Phryganoporus vandiemeni
Phryganoporus vandiemeni är en spindelart som först beskrevs av Gray 1983.  Phryganoporus vandiemeni ingår i släktet Phryganoporus och familjen Desidae. Inga underarter finns listade i Catalogue of Life.